# Metoda przekątniowa
Zasugerowano, aby zintegrować ten artykuł z artykułem twierdzenie Cantora (dyskusja). Nie opisano powodu propozycji integracji.
Rozumowanie przekątniowe – klasyczny przykład rozumowania w dowodzie nie wprost. Za jego pomocą można wykazać na przykład, że moc zbioru liczb rzeczywistych z przedziału {\displaystyle [0,1]} jest większa od mocy zbioru liczb naturalnych; formułuje się to obrazowo: liczb rzeczywistych jest więcej niż liczb naturalnych.
Rozumowanie przekątniowe i jego modyfikacje ma znacznie więcej zastosowań, stosowane jest m.in. w logice, topologii, teorii mnogości. Wykorzystywane jest zwykle do konstrukcji obiektów mających, lub nie, określone własności. Po raz pierwszy w dowodzie matematycznym rozumowania przekątniowego użył Paul Du Bois-Reymond.
Generalnie, jako metoda dowodzenia metoda przekątniowa polega na skonstruowaniu elementu, o którym wiemy, że nie należy do rozpatrywanego zbioru, dzięki czemu możemy wykazać, że pewne założenie o elementach owego zbioru jest nieprawdziwe: w przykładzie poniższym założeniem jest możliwość ponumerowania liczb rzeczywistych z przedziału {\displaystyle [0,1].} Metoda przekątniowa jest narzędziem do konstruowania takich właśnie elementów.
Rozumowanie opiera się na następującym fakcie: każda liczba rzeczywista {\displaystyle 0\leqslant x\leqslant 1} ma swoje rozwinięcie dziesiętne z zerową cyfrą jedności, skończone lub nie. Jeśli jest ono skończone, to uzupełniamy rozwinięcie o nieskończoną ilość zer tak, by otrzymać rozwinięcie formalnie nieskończone. Jest też odwrotnie – każdy ciąg cyfr po przecinku reprezentuje pewną liczbę rzeczywistą.
Załóżmy, że możemy ponumerować wszystkie liczby rzeczywiste {\displaystyle 0\leqslant x\leqslant 1} liczbami naturalnymi, czyli ustawić je w nieskończony ciąg. Na przykład w ten sposób:
1. 0, 2 6 7 8 8 8 9 2 8 7 1 7 7 4 3 ...
2. 0, 2 7 1 6 7 3 8 2 0 9 8 3 0 9 8 ...
3. 0, 2 1 9 2 1 2 2 1 2 2 2 2 2 2 2 ...
4. 0, 3 4 2 1 1 1 3 3 4 4 2 3 4 2 2 ...
5. 0, 2 1 3 4 2 1 1 1 3 3 4 4 2 3 4 ...
6. 0, 9 5 4 1 1 2 1 2 2 8 9 3 4 5 7 ...
7. 0, 7 3 9 2 0 8 3 9 6 7 1 6 2 6 3 ...

Skonstruujemy teraz liczbę rzeczywistą {\displaystyle 0\leqslant a\leqslant 1,} która w powyższym ciągu na pewno nie wystąpi. Mianowicie, kolejne cyfry liczby {\displaystyle a} tworzymy wg zasady:
- jeśli k-ta liczba ciągu ma na k-tym miejscu po przecinku jedną z cyfr 0,1,...8, to liczba {\displaystyle a} ma na k-tym miejscu cyfrę o 1 większą;
- jeśli k-ta liczba ciągu ma na k-tym miejscu po przecinku cyfrę 9, to liczba {\displaystyle a} ma na k-tym miejscu cyfrę 0.

W naszym przykładzie liczba {\displaystyle a} wyglądałaby tak:
0,3802334...
W efekcie liczba rzeczywista {\displaystyle a} od pierwszej liczby ciągu różni (co najmniej) pierwszą cyfrą, od drugiej liczby ciągu różni (co najmniej) drugą cyfrą, ... od k-tej liczby ciągu różni (co najmniej) k-tą cyfrą.
Tzn. liczba {\displaystyle a} nie występuje w ciągu, wbrew temu, że ciąg zawierał wszystkie liczby rzeczywiste. Otrzymana sprzeczność pokazuje, że zbiory liczb naturalnych i rzeczywistych z przedziału {\displaystyle [0,1]} nie są równoliczne.